# Eleições parlamentares na Groenlândia em 2009
As eleições parlamentares groenlandesas de 2009 foram realizadas em 2 de junho.

## Resultados
O partido separatista de esquerda, Partido do Povo Inuíte (Inuit Ataqatigiit), obteve vitória histórica no pleito, derrotando os social-democratas do Avante (Siumut), que estavam no poder há 30 anos. O Partido do Povo Inuíte (Inuit Ataqatigiit) obteve recebeu 43,7% do votos, 21,3% a mais que nas eleições de 2005, e se tornou o maior partido no Parlamento da Groenlândia (Inatsisartut). O Siumut, que caiu 3,9%, a 26,5%, registrou o pior resultado desde 1979, quando foi instaurado o regime de autonomia interna da ilha. O presidente do IA, Kuupik Kleist, agradeceu os simpatizantes do partido.

## Fonte
- Separatistas têm vitória histórica na Groenlândia[ligação inativa]